# Diocèse de Killaloe
Le diocèse de Killaloe (irlandais : Cell Da Lua Tuadmuna ; latin : Laonensis) est un diocèse suffragant de l'archidiocèse de Cashel et Emly en Irlande, constitué selon la tradition vers 580. Son titulaire depuis 2016 est Fintan Monahan (en). 
Sa cathédrale est celle de Saint-Pierre-et-Saint-Paul d'Ennis.

## Territoire
Le diocèse comprend des parties des comtés irlandais de Clare, Tipperary, Limerick, Offaly et Laois.
L'évêché est à Ennis, où se trouve la cathédrale Saint-Pierre-et-Saint-Paul.
Le territoire couvre 4 523 km², et il est divisé en 58 paroisses, desservies par 82 prêtres (78	diocésains et 4 religieux).

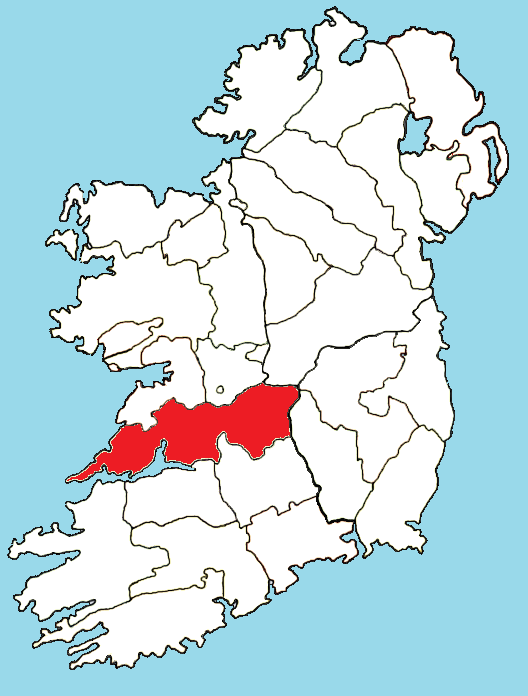
Le diocèse de Killaloe en Irlande.
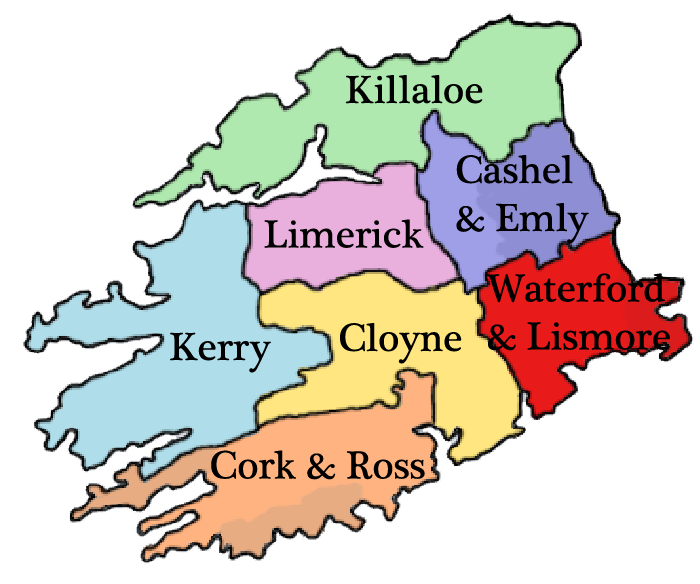
Les diocèses de la province ecclésiastique de Cashel et Emly.

## Historique
Selon la plus ancienne Vie de saint Flannán (en), datant du Xe siècle, l'origine du diocèse serait liée à la fondation d'un monastère à Killaloe (Cell-da-Lua) par saint Mo Lua (en), auquel succéda son disciple saint Flannán, qui fut consacré évêque par le pape Jean IV en 639 lors d'un voyage à Rome. 
À l'occasion de la réorganisation de l'Église irlandaise sur le modèle de l'Église continentale, passant d'une structure monastique à une structure diocésaine/paroissiale, le diocèse est validé lors du synode de Ráth Breasail en 1111, sous la pression du roi irlandais Brian Boru. 
Les frontières du diocèse de Killaloe, telles que nous les connaissons aujourd'hui, ont été largement établies à l'époque du synode de Kells en 1152 qui fait référence à l'annexion d'une partie des territoires et des églises qui dépendaient des sièges monastiques de Roscrea et d'Inis Cathaig. Il est également stipulé que Killaloe deviendrait suffragant de l'archidiocèse de Cashel.
En 1160, la cathédrale Saint-Flannan fut construite et resta la cathédrale catholique de Killaloe jusqu'au règne d'Élizabeth Ire, lorsqu'elle passa aux anglicans. 
Cornelius Ryan, évêque de 1576 à 1616, organise la résistance des catholiques irlandais menés par le comte de Desmond, obtenant également l'aide du pape Grégoire XIII et de Philippe II d'Espagne. L'entreprise du comte de Desmond échoua cependant et l'évêque dut s'exiler à Lisbonne.
Au XVIIe siècle, le diocèse resta vacant pendant plusieurs périodes et fut administré par des vicaires capitulaires. En 1671, John O'Molony (en), docteur en Théologie au collège de Sorbonne et l'un des fondateurs du séminaire irlandais de Paris, fut nommé évêque. Transféré à Limerick en 1689, il continua d'administrer son ancien diocèse jusqu'en 1697, date à laquelle il a été expulsé d'Irlande.
À partir du XVIIIe siècle, dans un climat croissant de tolérance, l’organisation épiscopale à Killaloe reprit avec continuité.
Au début du XIXe siècle, les évêques s'installèrent à Ennis, capitale du comté de Clare, où fut érigée la cathédrale Saint-Pierre-et-Saint-Paul. Un décret du Saint-Siège du 11 février 1903 rétablit le chapitre des chanoines, supprimé depuis plus de trois siècles.

## Liste des évêques
- Patrick Kennedy (1836–1851)
- Daniel Vaughan (1851–1859)
- Michael Flannery (1859–1891)
- Thomas J. McRedmond (1891–1904)
- Michael Fogarty (1904–1955)
- Joseph Rodgers (1955–1966)
- Michael Harty (1967–1994)
- Willie Walsh (1994–2010)
- Kieran O'Reilly, SMA, (2010–2015)
- Fintan Monahan (en) (2016–)

## Source
- (en) T.W Moody, F.X. Martin, F.J. Byrne A New History of Ireland IX Maps, Genealogies, Lists. A companion to Irish History part II . Oxford University Press réédition 2011  (ISBN 9780199593064)